# El Jilotillo
El Jilotillo är en ort i Mexiko.   Den ligger i kommunen Huasca de Ocampo och delstaten Hidalgo, i den sydöstra delen av landet, 100 km nordost om huvudstaden Mexico City. El Jilotillo ligger 2 105 meter över havet och antalet invånare är 320.
Terrängen runt El Jilotillo är huvudsakligen kuperad, men österut är den platt. Runt El Jilotillo är det ganska tätbefolkat, med 93 invånare per kvadratkilometer. Närmaste större samhälle är Pachuca de Soto, 19,5 km sydväst om El Jilotillo. I omgivningarna runt El Jilotillo växer i huvudsak blandskog.